# Raw Air
Le Raw Air est une compétition de saut à ski, constituée d'une série de concours faisant partie du calendrier de la Coupe du monde. Créée par Arne Åbråten, elle figure à son programme depuis 2017 pour les hommes et depuis 2019 pour les femmes.
Auparavant, a été organisée une compétition similaire en Scandinavie jusqu'en 2010, la Tournée nordique.

## Format
Dans la compétition masculine, quatre tremplins sont utilisées : le Holmenkollbakken à Oslo, le Lysgårdsbakken à Lillehammer, le Granåsen à Trondheim et Vikersundbakken, un tremplin de vol à ski à Vikersund.

## Palmarès

### Hommes
| Année | Premier               | Deuxième         | Troisième         |
| ----- | --------------------- | ---------------- | ----------------- |
| 2017  | Stefan Kraft          | Kamil Stoch      | Andreas Wellinger |
| 2018  | Kamil Stoch           | Robert Johansson | Andreas Stjernen  |
| 2019  | Ryōyū Kobayashi       | Stefan Kraft     | Robert Johansson  |
| 2020  | Kamil Stoch           | Ryōyū Kobayashi  | Marius Lindvik    |
| 2022  | Stefan Kraft          | Karl Geiger      | Ryōyū Kobayashi   |
| 2023  | Halvor Egner Granerud | Stefan Kraft     | Anže Lanišek      |
| 2024  | Stefan Kraft          | Peter Prevc      | Daniel Huber      |
| 2025  | Andreas Wellinger     | Domen Prevc      | Ryōyū Kobayashi   |

### Femmes
| Année | Première            | Deuxième            | Troisième        |
| ----- | ------------------- | ------------------- | ---------------- |
| 2019  | Maren Lundby        | Katharina Althaus   | Juliane Seyfarth |
| 2020  | Maren Lundby        | Silje Opseth        | Eva Pinkelnig    |
| 2022  | Nika Kriznar        | Sara Takanashi      | Ursa Bogataj     |
| 2023  | Ema Klinec          | Katharina Althaus   | Selina Freitag   |
| 2024  | Eirin Maria Kvandal | Silje Opseth        | Eva Pinkelnig    |
| 2025  | Nika Prevc          | Eirin Maria Kvandal | Anna Odine Strøm |